# Breutelia ryvardenii
Breutelia ryvardenii là một loài rêu trong họ Bartramiaceae. Loài này được Bizot mô tả khoa học đầu tiên năm 1976.